# Кулаков, Виктор Иванович
Ви́ктор Ива́нович Кулако́в (28 марта [10 апреля] 1910, Москва — 19 марта 1982, Москва) — советский актёр, один из самых ярких исполнителей отрицательных ролей в советском кино. Заслуженный артист РСФСР (1944).

## Биография
Родился в Москве. Обучался на актёрском отделении московской киношколы имени Чайковского, которую окончил в 1929 году. Тогда же начал сниматься в кино на различных студиях СССР.
В годы Великой Отечественной войны активно участвовал в создании фильмов на Центральной Объединённой киностудии художественных фильмов — ЦОКС в Алма-Ате.
С 1945 года — актёр Театра-студии киноактёра, где был занят в спектаклях «Остров мира» (Артур) и «Молодая гвардия» (Игнат Фомин). В 1959 году Кулаков перешел на киностудию имени Горького, где работал до 1974 года.
Скончался 19 марта 1982 года в Москве. Похоронен на Ваганьковском кладбище (1 участок).

## Награды
- Заслуженный артист РСФСР (1944)[1]
- Орден «Знак Почёта» (6 марта 1950) — за выдающиеся заслуги в развитии советской кинематографии, в связи с 30-летием[3].
- Медаль «За доблестный труд в Великой Отечественной войне 1941—1945 гг.» (1945)

## Фильмография
- 1930 — Настоящая жизнь — Костя, журналист
- 1930 — Суд должен продолжаться — член молодёжной коммуны
- 1931 — Томми — Партизан
- 1932 — Моряки защищают Родину — Колька
- 1932 — Счастье — рабочий-коммунист
- 1934 — Четыре визита Самюэля Вульфа — Ракитин
- 1935 — Интриган — Семён
- 1935 — Семь сердец — Орлов
- 1936 — Тринадцать — Баландин
- 1938 — Комсомольск — Чеканов
- 1938 — Поезд идёт в Москву — вражеский диверсант
- 1939 — Высокая награда — Анатолий Свинтицкий, шпион
- 1939 — Ленин в 1918 году — Николай Бухарин (при перемонтаже роль была вырезана)
- 1940 — Цена жизни — дежурный лётчик
- 1941 — Семья Януш
- 1942 — Секретарь райкома — Орлов, он же немецкий шпион Герман Альбрехт
- 1942 — Убийцы выходят на дорогу — немецкий солдат
- 1943 — Во имя Родины — Семёнов, он же провокатор Курт Мюллер
- 1943 — Фронт
- 1945 — Золотая тропа — Никодимов
- 1945 — Пятнадцатилетний капитан — Гаррис
- 1948 — Молодая гвардия — Стеценко
- 1949 — Встреча на Эльбе — Эрнст Шметау
- 1949 — Звезда — начальник разведки дивизии
- 1950 — Смелые люди — немецкий офицер
- 1953 — Адмирал Ушаков — Коровин
- 1954 — Повесть о лесном великане — Назарка
- 1955 — Тень у пирса — резидент «Семён»
- 1956 — Миколка-паровоз — машинист
- 1956 — Урок истории — Карванэ
- 1957 — Под золотым орлом — Белин
- 1957 — Полесская легенда — Михаль
- 1958 — Новые похождения Кота в сапогах — эпизод, нет в титрах
- 1960 — Воскресение — член суда
- 1960 — Северная повесть — адъютант Мерк
- 1964 — Казнены на рассвете… — Шпик
- 1965 — Чёрный бизнес — Бахов
- 1967 — Каменный гость
- 1967 — Спасите утопающего — сосед
- 1974 — Звезда экрана — Виктор, фронтовик
- 1975 — Дрессировщики (киноальманах)
- 1978 — Последний шанс